# Prof.dr. G.A. Lindeboom Instituut
Het Prof. dr. G.A. Lindeboom Instituut is een wetenschappelijk studiecentrum dat vanuit de christelijke levensbeschouwing de besluitvorming over ethische kwesties in de politiek en de gezondheidszorg tracht te beïnvloeden. Daarnaast ondersteunt het artsen, verpleegkundigen en zorginstellingen bij ethische en levensbeschouwelijke vragen in de zorgverlening. Het instituut is gevestigd in Utrecht.

## Geschiedenis
Het Prof.dr. G.A. Lindeboom Instituut is in 1987 opgericht door de Christelijke Hogeschool Ede, de Nederlandse Patiëntenvereniging en de Stichting Schuilplaats. Aanleiding was de geconstateerde behoefte aan een grondige doordenking van bijbels verantwoorde normering van het medisch handelen. Deze behoefte was ontstaan enerzijds door de invloed van allerlei nieuwe medisch-technische mogelijkheden, en anderzijds door het steeds pluriformer worden van de samenleving, waardoor er steeds minder sprake was van een gemeenschappelijke ethiek.
Vanaf 1993 participeert ook de in Zwolle gevestigde Gereformeerde Hogeschool (sinds 2014 Viaa geheten) in het instituut. De Stichting Schuilplaats heeft zich in 2000 teruggetrokken. In 2001 zijn Stichting Levensbeschouwing in Zorg en Welzijn en Stichting Eleos, christelijke ggz toegetreden.
Het instituut is genoemd naar prof.dr. Gerrit Arrie Lindeboom (1905-1986), die als hoogleraar aan de Vrije Universiteit te Amsterdam interne geneeskunde en encyclopedie der medische wetenschappen doceerde, en zich daarnaast heeft beziggehouden met medisch-ethische vraagstukken.
Het instituut participeert op zijn beurt zelf in het Instituut voor CultuurEthiek (ICE), samen met de Evangelische Hogeschool en de Stichting voor Christelijke Filosofie te Utrecht. Het Lindeboom Instituut is lid van de Nederlandse Vereniging voor Bio-ethiek (NVBe) en van de Europese Vereniging van Centra voor Medische ethiek (EACME).

## Doelstellingen en werkwijze
De doelstelling van het instituut is het bevorderen en handhaven van bijbels verantwoorde waarden en normen in de gezondheidszorg. Belangrijke middelen daarbij zijn het verrichten van onderzoek, al dan niet met externe participatie en/of financiering, publicatie en onderwijsactiviteiten.
Terreinen van onderzoek zijn o.a.
- Ethiek en levensbeschouwing in verband met professionaliteit en gezondheidszorgbeleid
- Zorg rond het levenseinde en levensbeëindigend handelen
- Biotechnologie en klinische genetica

Voorts onderhoudt het instituut de Lindeboomleerstoel aan het  Theologische Universiteit Kampen/Utrecht in Utrecht.